# Antonio García Cubas
Antonio García Cubas (Ciutat de Mèxic, 24 de juliol de 1832 - Ciutat de Mèxic, 9 de febrer de 1912) va ser un geògraf, historiador i escriptor mexicà.
Va ser orfe des de la seva infantesa, raó per la qual va quedar a cura d'una tia seva. A l'edat de divuit anys García Cubas va ingressar a la Direcció General d'Indústria del govern de la república mexicana, activitat que combinava amb els seus estudis de geografia. Aquests els va realitzar al Col·legi de San Gregorio, i després va ingressar al Col·legi d'Enginyers, on es va titular amb honors com a geògraf.
A partir de 1856, García Cubas va ser membre de la Societat Mexicana de Geografia i Estadística. Durant el Segon Imperi Mexicà va rebre l'Orde de Guadalupe de mans de Maximilià I de Mèxic i posteriorment la Legió d'Honor del govern francès.

## Obres
Va escriure diverses obres de text per a escoles públiques, entre elles un Curso de Geografía Elemental, un Curso de Dibujo Geográfico y Topográfico, un Atlas Geográfico, Estadístico e Histórico de la República Mexicana, (1857) i una Carta General de México (1863). La seva Historia de México, es un veritable model al seu gènere.
El 1878, publicà l'Álbum del Ferrocarril Mexicano escrit en col·laboració amb el prestigiós artista Casimiro Castro. Aquesta obra constitueix una de les més valuoses obres editorials i artístiques sobre la història de Mèxic. El seu Atlas Pintoresco e Histórico de los Estados Unidos Mexicanos li va valdre nombroses felicitacions de societats geogràfiques europees. La seva obre més coneguda és El Libro de mis Recuerdos (1905), relat del Mèxic del seu temps, amb 500 il·lustracions.
Les seves principals obres són:
Art, Geografia i Història:
- Álbum del Ferrocarril Mexicano, (1878)

Geografia e Història:
- Atlas Geográfico, Estadístico e Histórico de la República Mexicana, (1857)
- Carta General de México, (1863)
- Diccionario Geográfico, Histórico y Biográfico de los Estados Unidos Mexicanos en cinco volúmenes, editados entre 1888 y 1891.

Literatura:
- El Libro de mis Recuerdos, (1905)